# Hadsel
Hadsel é uma comuna da Noruega, com 566 km² de área e 8 039 habitantes (censo de 2004).         
As cidades são distribuídas em quatro ilhas: Hadseløya, Hinnøya, Langøya (A Ilha Grande) e Austvågøy. Aproximadamente 70% da população vive na ilha de Hadseløya. A ilha Hadseløya é conectada à Langøya por uma ponte. (veja ponte Hadsel).
É dotada de um pequeno aeroporto, o aeroporto de Stokmarknes, Skagen (Stokmarknes lufthavn, Skagen em norueguês), servindo aproximadamente 100 000 passageiros por ano (dados de 1997).
O centro administrativo de Hadsel é em Stokmarknes, uma das duas cidades da ilha Hadseløya.